# Alfa Romeo 2600

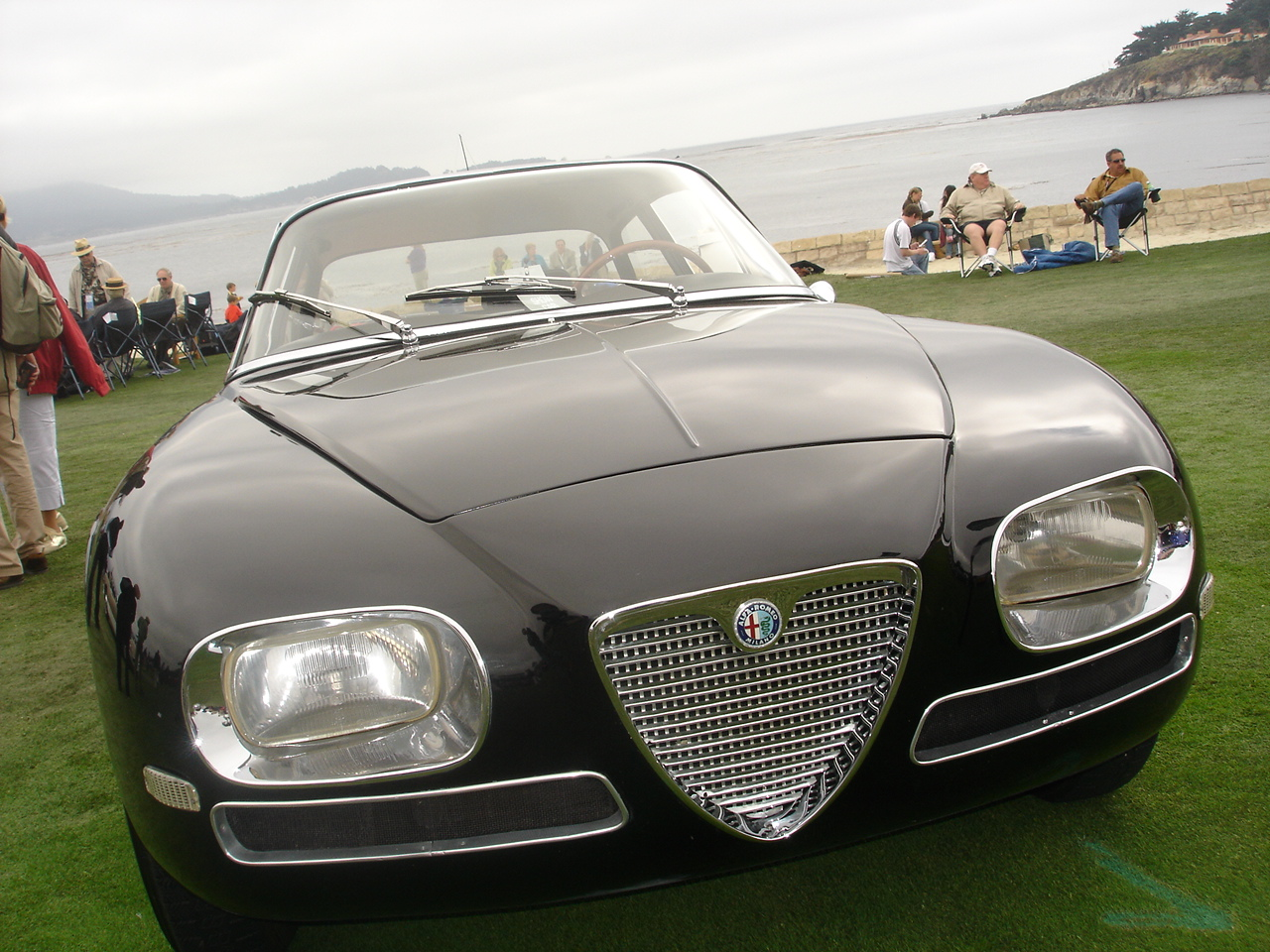
Sprint Zagato

Alfa Romeo 2600 (seria 106) − flagowy model firmy Alfa Romeo produkowany w latach 1961−1968, następca modelu 2000. Była to ostatnia Alfa Romeo tej klasy z sześciocylindrowym silnikiem rzędowym wyposażonym w układ DOHC. Firma stosowała taki napęd od lat 20. Przez siedem lat produkcji wyprodukowano 11 346 egzemplarzy modelu.

## Historia modelu
2600 został zaprezentowany po raz pierwszy w 1962 na Geneva Motor Show jako sedan (2600 Berlina), kabriolet z układem siedzeń 2+2, którego nadwozie było dziełem Carrozzeria Touring (2600 Spider) oraz jako coupé z karoserią od Bertone (2600 Sprint). Powstały również wersje 2600 SZ (Sprint Zagato) z nadwoziem fastback coupe produkcji Zagato oraz limitowana edycja De Luxe o nadwoziu typu sedan i z sześcioma oknami.

## Silniki
| Model                               | Pojemność | Układ zasilania | Stopień sprężania | Moc maks.         | Prędkość maksymalna |
| ----------------------------------- | --------- | --------------- | ----------------- | ----------------- | ------------------- |
| Berlina                             | 2584 cm³  | gaźnik Solex    | 8,5:1             | 97 kW (132 KM)    | 175 km/h            |
| Sprint, Spider, OSI Berlina De Luxe | 2584 cm³  | gaźnik Solex    | 9,0:1             | 108 kW (147 KM)   | 200 km/h            |
| Sprint Zagato                       | 2584 cm³  | gaźnik Solex    | 9,0:1             | 123 kW (167,5 KM) | 215 km/h            |